# Chaussée de Louvain
Pour les articles homonymes, voir Louvain.
La chaussée de Louvain (en néerlandais : Leuvensesteenweg) est une chaussée qui commence au centre de Bruxelles, place Madou, et se prolonge jusqu'à Kortenberg dans le Brabant flamand.
Elle traverse cinq communes différentes de la Région de Bruxelles-Capitale.
Elle commence place Madou à Saint-Josse-ten-Noode et descend vers la place Saint-Josse.
En remontant vers la place Dailly, la chaussée de Louvain est à cheval sur les communes de Saint-Josse et de Bruxelles-ville.
Après avoir traversé Schaerbeek et la place Meiser, elle continue sur Evere et la place Paduwa.
Elle termine sa traversée de la Région bruxelloise en passant par Woluwe-Saint-Lambert.
Sa construction commença le 24 juillet 1704 sous Philippe V d'Espagne. Lors de l'occupation française, on l'appela rue Napoléon Ier. Par la suite, elle devint chaussée de Bruxelles pour finalement devenir chaussée de Louvain.
La chaussée de Louvain est une section de la nationale 2 (Bruxelles - Louvain - Diest - Hasselt - Bilzen)
Louvain est une ville belge, chef-lieu de la province du Brabant flamand.

## Adresses notables
à Saint-Josse-ten-Noode :
- no 13 : ancienne imprimerie Ballieu (démolie, était située à l'emplacement de l'actuelle rue Léopold Lenders)
- no 20 : Immeuble construit par Antoine Mennessier
- no 26 : Domicile de Gustave Vandersmissen et d'Alice Renaud qui défraient la chronique dans le cadre de l'affaire Vandersmissen
- no 38 : ancien cinéma Le Mirano
- no 193A : Jazz Station, où a lieu la soirée d'ouverture du festival Saint-Jazz-ten-Noode (ancienne gare de la chaussée de Louvain)

à Bruxelles-ville :
- no 310 : Literie Van Keirsbilck

à Schaerbeek :
- no 321 : Maison passive[1]
- no 416 : Chocolatier Van Dender (fournisseur de la Cour de Belgique)
- no 438 : Mutualité chrétienne
- no 467 : Brico Meiser
- no 479 : Fondation contre le cancer
- no 510 : D'Ieteren Meiser
- no 545 : Proxy Delhaize
- no 562 : Renault Meiser
- no 656 : BeTV
- no 658 : Bruservices
- no 770 : Italian Automotive Center

à Evere :
- no 775 : NRJ Belgique & Nostalgie Belgique
- no 775 : Supermarché GB Paduwa
- no 1048 : ancien siège social de Kone Belgium

à Woluwe-Saint-Étienne :
- no 13 : National Security Agency

## Galerie de photos

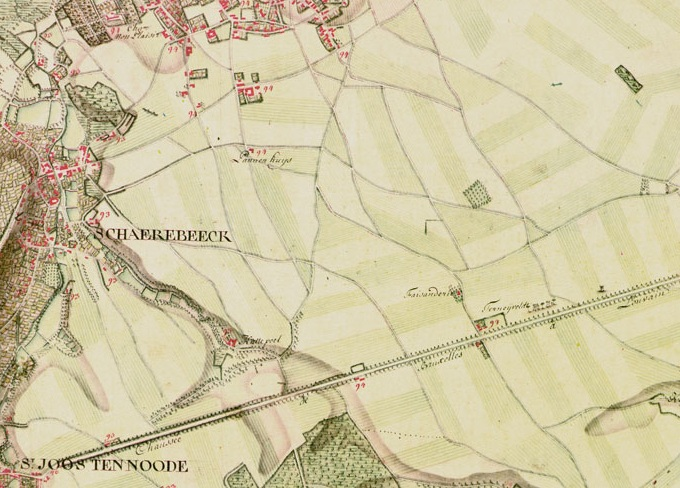
Chaussée de Bruxelles à Louvain sur la carte de Ferraris no 76B
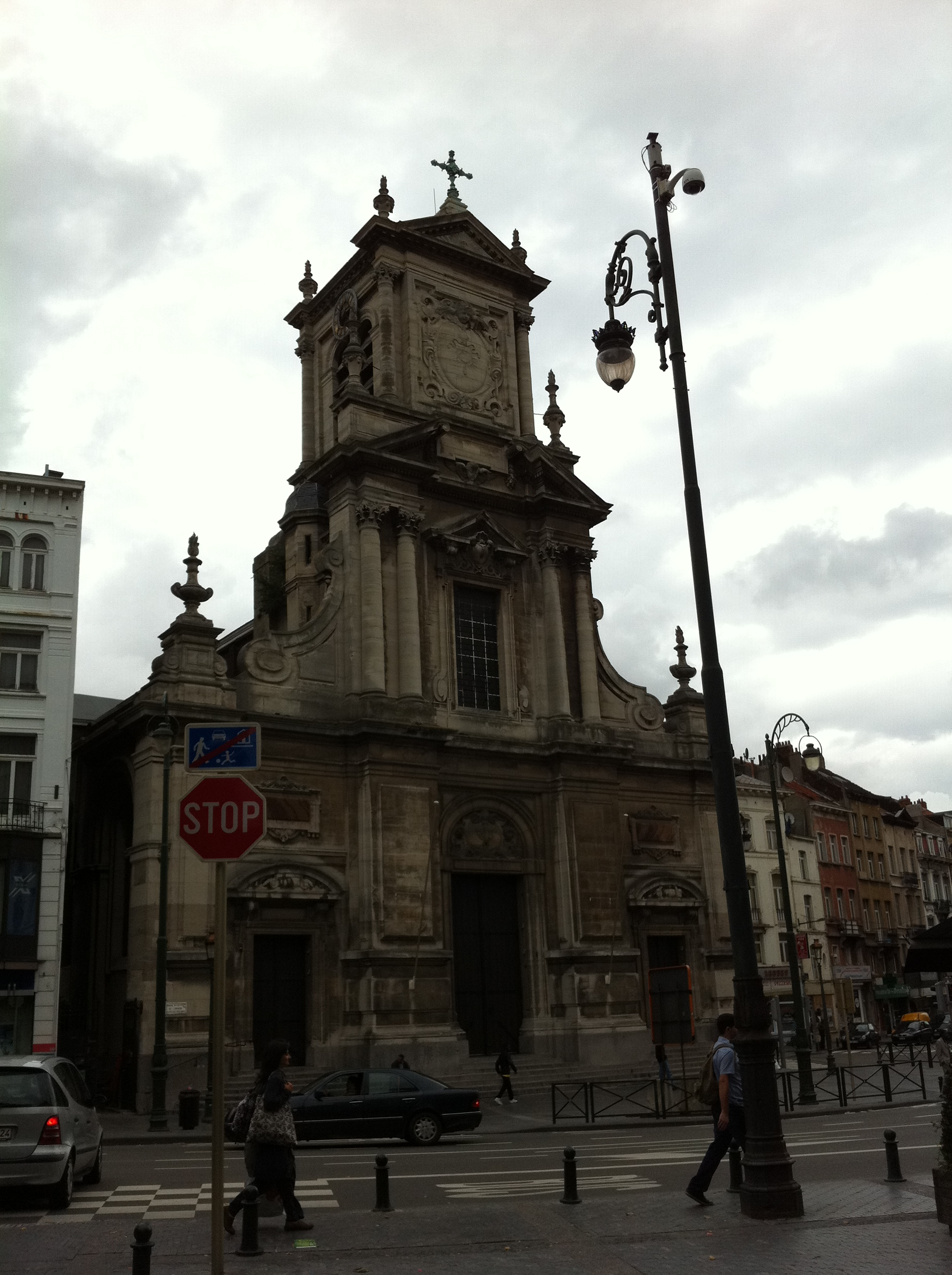
L'église Saint-Josse
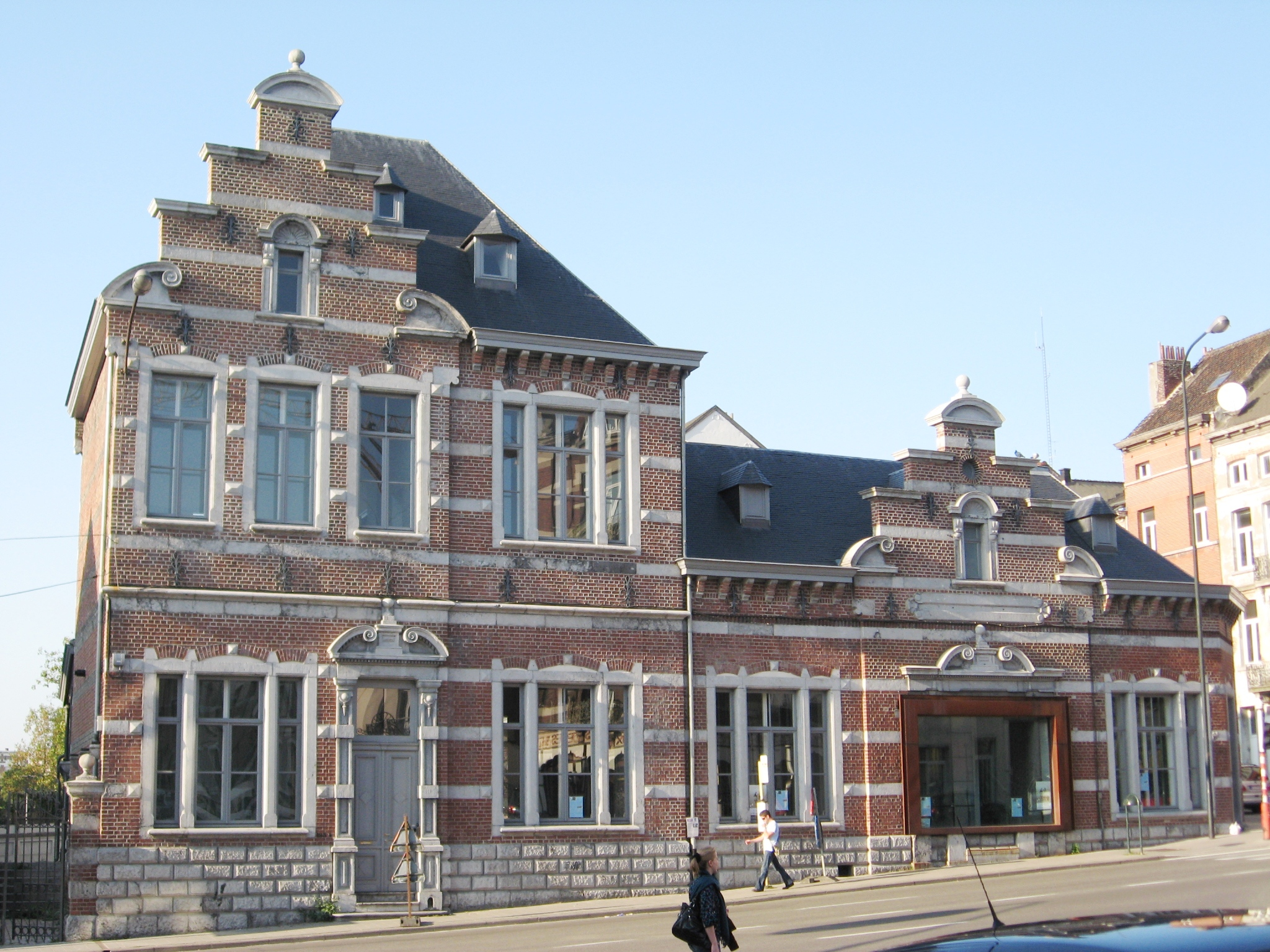
La Jazz Station
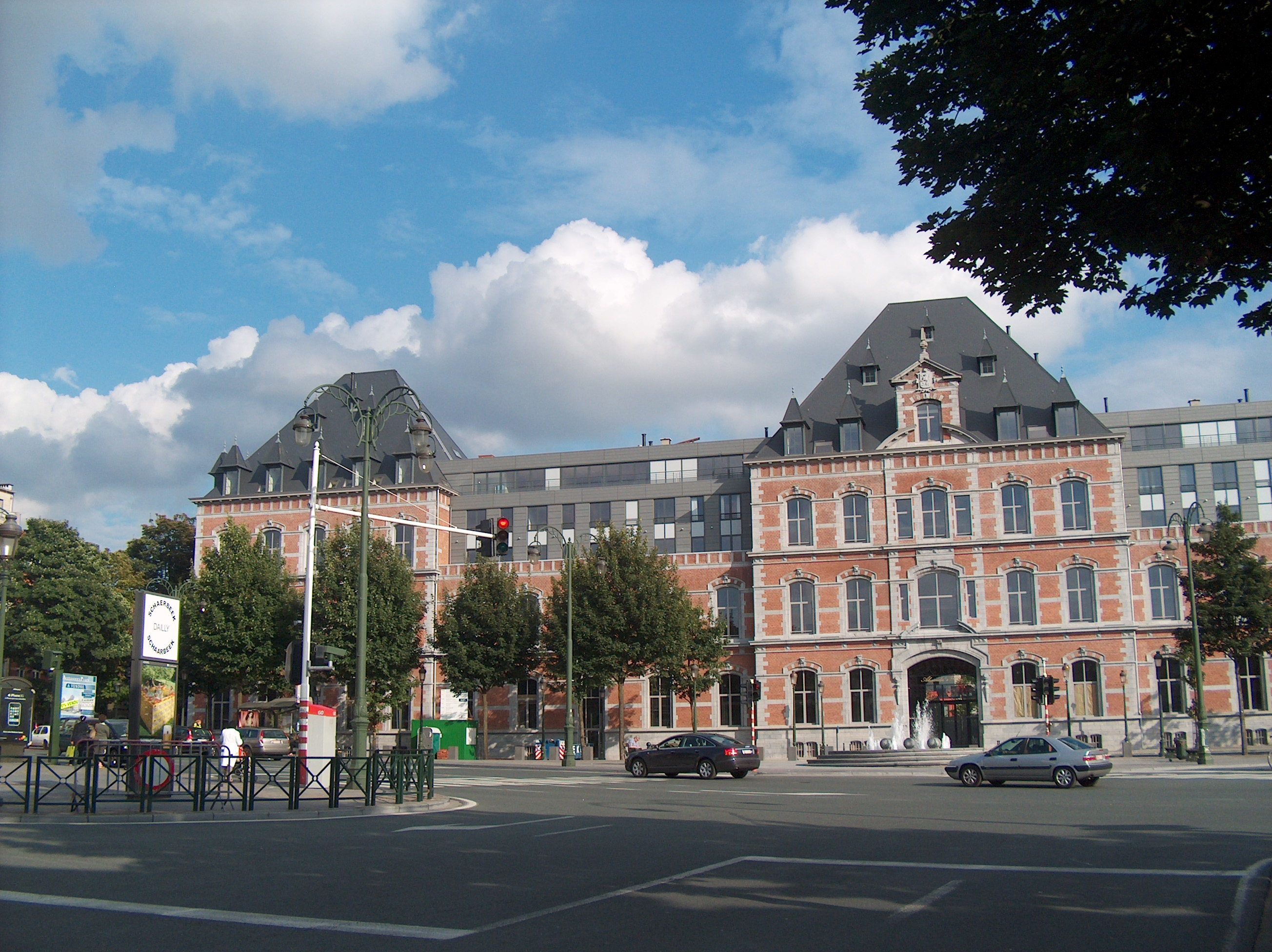
La caserne Prince Baudouin
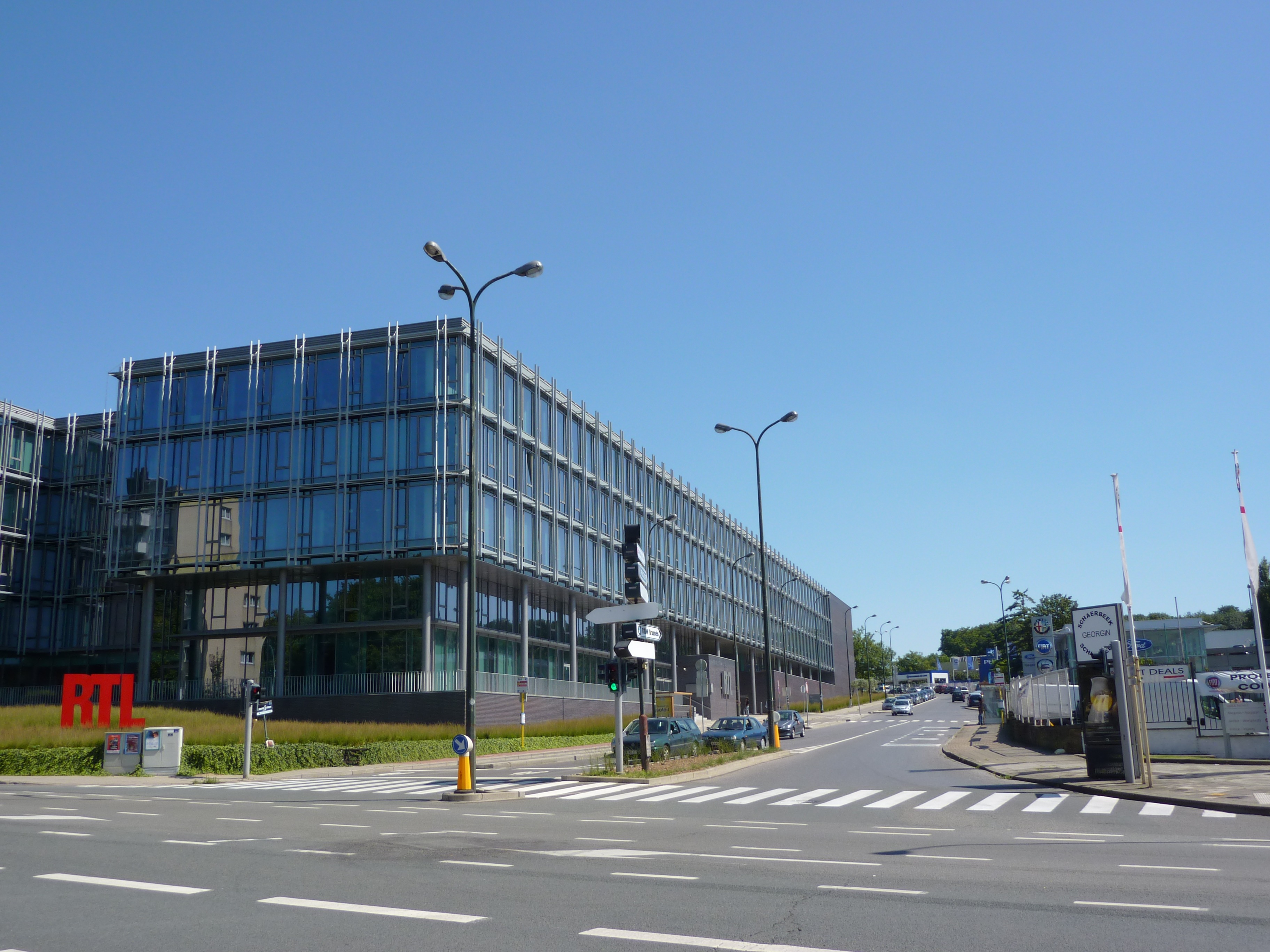
RTL House
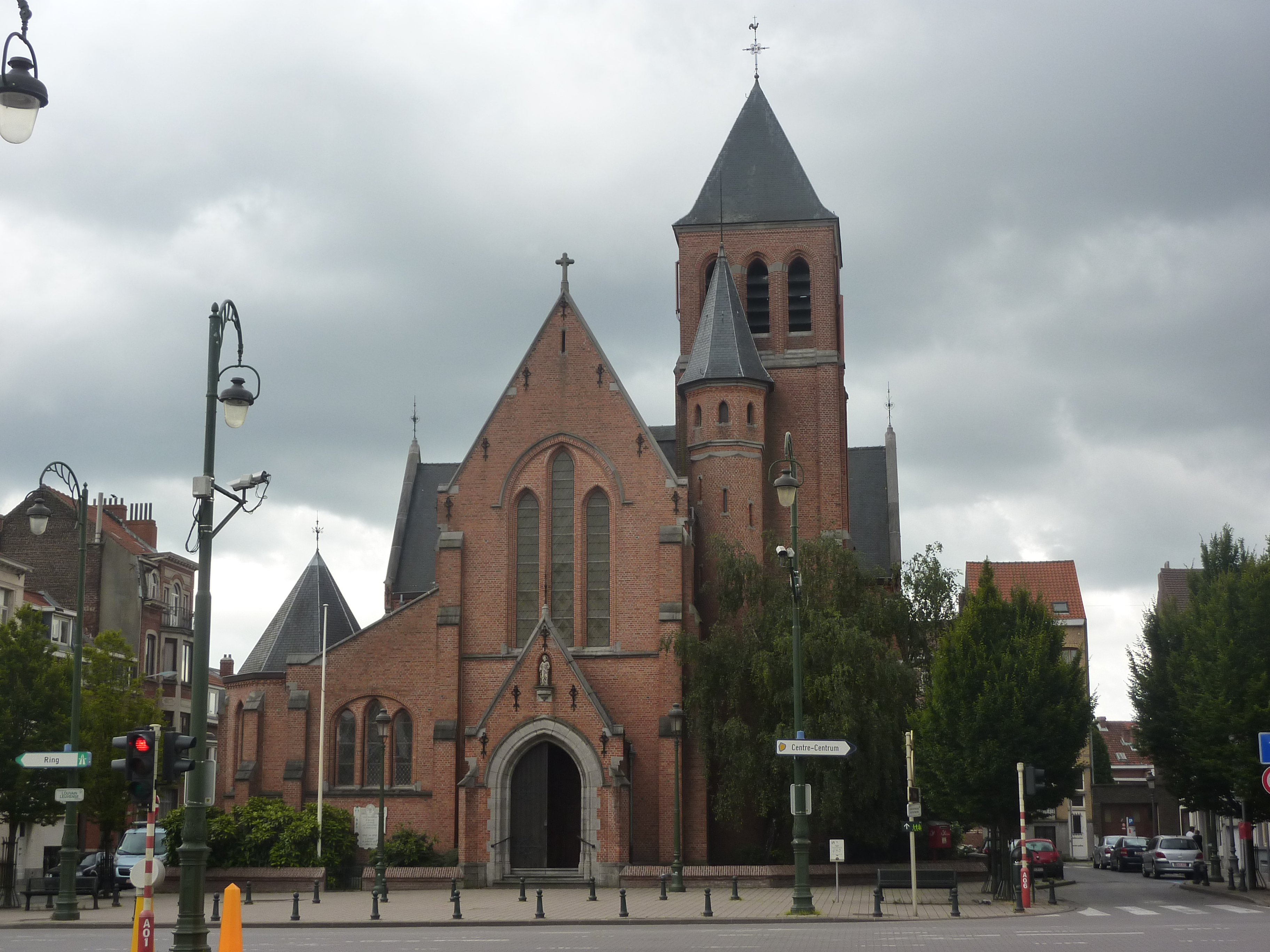
L'église Saint-Joseph